# Westerheim (Badenia-Wirtembergia)
Westerheim – miejscowość i gmina w Niemczech, w kraju związkowym Badenia-Wirtembergia, w rejencji Tybinga, w regionie Donau-Iller, w powiecie Alb-Donau, wchodzi w skład związku gmin Laichinger Alb. Leży w Jurze Szwabskiej, ok. 30 km na północny zachód od Ulm.